# Acrocercops leucomochla
Acrocercops leucomochla är en fjärilsart som beskrevs av Turner 1926. Acrocercops leucomochla ingår i släktet Acrocercops och familjen styltmalar. Inga underarter finns listade i Catalogue of Life.